# مدینه الطب
مدینه الطب (مدینة الطب) یکی از بزرگترین موسسه‌های بهداشتی در پایتخت عراق به حساب می‌آید.

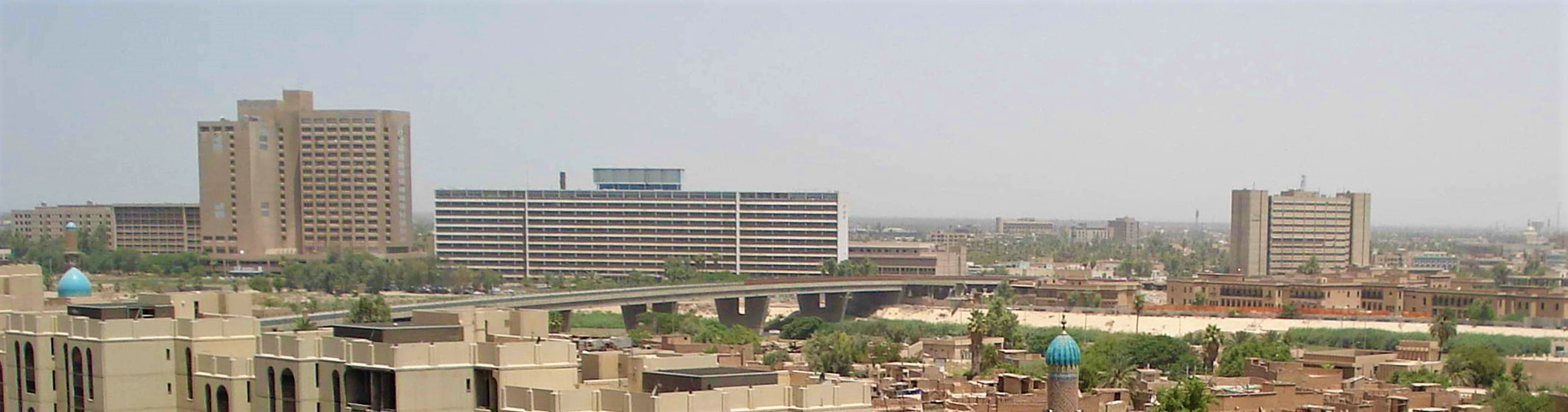
مدینه الطب

## بیمارستان‌ها

### بیمارستان آموزشی بغداد
این بیمارستان خدمات تشخیص درد، درمان، پزشکی، جراحی و آموزشی را در بخش‌های مختلف پزشکی در اختیار بیماران قرار می‌دهد که شامل موارد زیر می‌باشد:
- جراحی عمومی
- بیماری‌ها زنان و زایمان
- بیماریهای داخلی
- بیماریهای کلیوی و دیاليز
- سی سی یو – مراقبت‌های ویژه برای بیماران قلبی
- مراقبت‌های ویژه برای بیماران ریوی
- کشف سریع غده و تومور
- مرکزها و قسمت‌های خاص و ویژه
- مرکز و قسمت بیماری‌های پوستی
- مرکز و قسمت مشکلات و بیماری‌های عصبی
- مرکز و قسمت ضعف استخوان (پوک شدن استخوان)
- مرکز و قسمت بیماریهای خون
- مشاوره پزشکی غدد و تومورها
- درمان طبیعی
- مرکز و قسمت تنظیم و برنامه‌ریزی خانواده (Family planning)

#### ویژگی‌ها
این بیمارستان برای دانشجویان پزشکی و دانشجویان دانشگاه‌های عالی امکان تمرین عملی را فراهم می‌کند.
در این بیمارستان ۱۸۹ پزشک متخصص در تمامی موارد ذکر شده در بالا مشغول به کار هستند. گنجایش این بیمارستان بالغ بر ۱۰۰۰ تخت می‌باشد، ماهانه در این بیمارستان بالغ بر ۲۲۱۲ نفر بستری می‌گردند، تعداد عملیاتهای جراحی در این بیمارستان بالغ بر ۳۸۰ عمل جراحی در ماه می‌باشد، تعداد کسانی که در ماه در این بیمارستان توسط اطبا ویزیت می‌شوند بالغ بر ۲۶۸۸۳ نفر می‌باشد.

### بیمارستان عمل‌های جراحی تخصصی
این بیمارستان خدمات تشخیص درد، درمان، پزشکی، جراحی و آموزشی را در بخشهای مختلف طب را ارائه می‌دهد که شامل موارد زیر می‌باشد:
- عمل جراحی مثانه
- پیوند کلیه
- دیالز
- پزشکی و جراحی گوش و حلق و بینی
- جراحی استخوان و مفاصل و شکستگی
- جراحی قلب و عروق
- پزشکی و جراحی چشم
- جراحی عمومی
- جراحی صورت و فک
- جراحی مغز و اعصاب
- مرکز رسیدگی‌های تنفسی
- کشت دندان
- خدمات تخصصی برای معالجه شکافته شدن لب و سقف دهان
- درمان با طب چینی یا مشهور به طب سوزنی
- مرکز سم‌شناسی و سموم
- قسمت عکس رادیولوژی

#### ویژگی‌ها
این بیمارستان برای دانشجویان دانشکده طب و دانشجویان مراکز عالی پژوهشی امکان تمرین عملی را فراهم می‌کند.
در این بیمارستان تعداد ۹۲ پزشک متخصص در قسمت‌های مختلف و در موارد تخصصی ذکر شده در بالا کار می‌کنند و تعداد ۳۰۶  انترن و دستیار دکتر در این بیمارستان کار می‌کنند، گنجایش این بیمارستان ۵۲۸ تخت می‌باشد، تعداد بیمارانی که در این بیمارستان ماهانه بستری می‌گردند بالغ بر ۱۵۰۰ مریض می‌باشد، تعداد عملهای جراحی در این بیمارستان ماهانه ۷۰۰ عمل جراحی انجام می‌گیرد.

### بیمارستان بستری بیماریهای خاص
این بیمارستان نیز خدمات تشخیص بیماری، درمان، پزشکی و جراحی در قسمت‌های مختلف پزشکی و جراحی را برای بیماران ارائه می‌دهد که شامل موارد زیر می‌باشد:
- جراحی عمومی
- بیماریهای داخلی (مربوط به گوارش و…)
- بیماریهای قلبی
- دیالز
- قسمت زنان و زایمان
- قسمت کودکان
- آزمایشگاه قلب
- قسمت عکسبرداری با اشعه

#### ویژگی‌ها
در این بیمارستان تعداد ۴۵ پزشک متخصص در قسمت‌های ذکرشده در بالا کار می‌کنند، گنجایش بیمارستان معادل ۲۴۹ تخت است و تعداد بیمارانی که در این بیمارستان ماهانه بستری و معالجه می‌گردند حوالی ۹۰۸ بیمار می‌باشد، تعداد عمل‌های جراحی در این بیمارستان ماهانه ۳۲۱ عمل جراحی می‌باشد.

### بیمارستان حمایت از اطفال
این بیمارستان خدمات درمانی، مشاوره پزشکی، پزشکی، جراحی و درمان دندان را برای همه کودکان تا سن ۱۶ سالگی تأمین می‌کند.
این بیمارستان شامل بخشهای اختصاصی مختلفی در زمینه‌های زیر می‌باشد:
- کشت نخاع (مغز) استخوان
- قسمت بیماری هموفیلی
- قسمت غدد و تومورها
- بیماریهای غدد ترشحی داخلی

#### ویژگی‌ها
این بیمارستان برای دانشجویان دانشکده پژوهش‌های عالی زمینه تمرین عملی را فراهم می‌کند.
در این بیمارستان تعداد ۳۸ پزشک متخصص در حال کار می‌باشد، و تعداد ۱۲۰ دانشجوی پژوهشی در حال فراگیری و تعلیم هستند.
تعداد تخت‌های این بیمارستان بالغ بر ۳۱۸ تخت می‌باشد
تعداد بیمارانی که ماهانه در این بیمارستان بستری می‌گردند بالغ بر۸۷۳ می‌باشد.

### بیمارستان دستگاه گوارشی و بیماریهای کبدی آموزشی
این بیمارستان خدمات تشخیص بیماری، درمانی، طبی و جراحی را برای همه بیمارانی که از امراض دستگاه گوارشی و همین‌طور کبد و جگر و شش رنج می‌برند را فراهم می‌کند. این بیمارستان برای دانشجویان زمینه تمرین عملی را نیز فراهم می‌کند.

#### ویژگی‌ها
در این بیمارستان تعداد ۲۵ پزشک متخصص و۲۰ انترن و رزیدنت کار می‌کنند، گنجایش بیمارستان ۹۰ تخت است، در این بیمارستان ماهانه ۳۲۵ نفر بستری و مورد درمان قرار می‌گیرند، تعداد عملیات‌های جراحی در ماه در این مرکز بالغ بر ۳۶ عمل جراحی می‌باشد.

### مرکز عراقی برای بیماریهای قلبی
این مرکز خدمات تشخیص بیماری، درمان، مشاوره پزشکی و جراحی را برای تمامی بیمارانی که از بیماری قلب و رگ‌های خونی رنج می‌برند فراهم می‌کند، این مرکز برای دانشجویان امکان تمرین عملی را نیز فراهم می‌نماید، این مرکز گنجایش ۷۰ تخت را برای بستری کردن بیماران دارد.